# Laser Vago
Der Laser Vago ist ein Zwei-Personen-Skiff mit Trapezeinrichtung für den Vorschoter. Der Vago verfügt über einen Gennaker.
Durch die einfache und robuste Konstruktion sowie deutliche Reaktionen auf Änderungen der Ruder- und Segelstellung ist er gut als Jugend- und Ausbildungsskiff geeignet.
Der Laser Vago wurde bis 2022 von der Firma Performance Sailcraft Ltd. in England gefertigt, seit 2023 wird er von Ocean Play hergestellt. Erstmals wurde der Laser Vago Ende 2005 vorgestellt. Im Jahr 2007 wurde das Boot zum „Best One Design Dinghy“ des Magazins Sailing World gewählt.
Das Boot wird in zwei unterschiedlichen Versionen gefertigt, die sich im Wesentlichen durch unterschiedliche Größen und Materialien für das Großsegel und den Gennaker auszeichnen.

## Rumpf
Der Rumpf ist eine Sandwichkonstruktion aus Polyethylen und Schaum als Sandwich-Material. Vorteil dieser Bauweise ist eine hohe Robustheit bzw. eine einfache Reparatur, der Nachteil ein erhöhtes Gewicht gegenüber Konstruktionen aus glasfaserverstärktem Kunststoff.

## Rigg und Segel

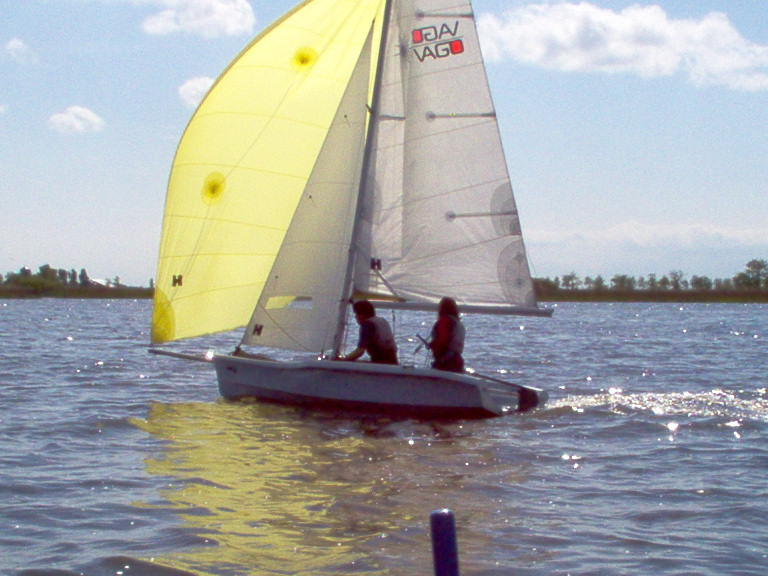
Laser Vago mit Dacron-Segeln

Durch einen oberhalb des Großbaumes angeordneten Baumniederholer wird die Bewegung auf dem Boot vereinfacht.
Das Vorsegel ist als Rollfock ausgeführt und ist in jedem Fall aus Dacron. Materialien für das Großsegel sind entweder das einfache Dacron oder das leistungsfähigere Mylar. Der Gennaker ist in zwei Größen erhältlich, das Material ist hingegen gleich.

## Ausrüstung
Der Laser Vago kann mit einer Trapezeinrichtung ausgestattet werden, die in der XD/Race-Version zur Standardausrüstung gehört.

## Regatta und Wettfahrten
Der Laser Vago ist bislang nicht als internationale Bootsklasse anerkannt und damit weder für Welt- noch für Kontinentalmeisterschaften einsetzbar. Durch Zuordnung in das Yardsticksystem besteht trotzdem die Möglichkeit zur Teilnahme an Regatten, an denen auch andere Bootsklassen teilnehmen.